# Walter Bräm
Walter Bräm (* 4. September 1915 in Glarus; † 13. August 1996 in Zürich) war ein Schweizer Politiker (zuerst LdU, dann Republikanische Bewegung).

## Biografie
Bräm absolvierte eine kaufmännische Ausbildung in Zürich und arbeitete auf der Fürsorgestelle für Alkoholkranke in Zürich, führte ein alkoholfreies Restaurant sowie private Altersheime und gründete 1950 ein Verwaltungs- und Treuhandbüro in Zürich. Von 1943 bis 1959 und von 1967 bis 1973 war er für den Landesring der Unabhängigen im Zürcher Kantonsrat, wo er sich hauptsächlich für soziale Anliegen einsetzte. 1970 trat er der Republikanischen Bewegung bei, und war ab 1971 deren Vertreter im Nationalrat. Nach dem Zerwürfnis mit den Republikanern stellte sich Bräm 1975 nicht mehr zur Wiederwahl.